# Портрет Григория Владимировича Розена
«Портрет Григория Владимировича Розена» — картина Джорджа Доу и его мастерской, из Военной галереи Зимнего дворца, с авторским вариантом-повторением из собрания Государственного Исторического музея.
Картина представляет собой погрудный портрет генерал-лейтенанта барона Григория Владимировича Розена из состава Военной галереи Зимнего дворца.
К началу Отечественной войны 1812 года генерал-майор барон Розен командовал 1-й бригадой Гвардейской пехотной дивизии и участвовал во многих сражениях, отличился при Бородино и под Красным. Во время Заграничных походов 1813 и 1814 годов был во многих сражениях в Силезии, Пруссии, Саксонии и Франции, за отличие в Кульмском бою произведён в генерал-лейтенанты.
Изображён в генеральском мундире лейб-гвардии Преображенского полка, введённом в 1817 году, на эполетах вензель императора Александра I. Слева на груди генерал-адъютантский аксельбант, из-под лацкана видна звезда ордена Св. Анны 1-й степени; на шее крест ордена Св. Георгия 3-го класса; справа на груди серебряная медаль участника Отечественной войны 1812 года, бронзовая дворянская медаль в память Отечественной войны 1812 года, звезда ордена Св. Владимира 2-й степени (художник ошибочно не изобразил шейный крест этого ордена, который положено было носить вместе с нагрудной звездой), ниже владимирской звезды расположен Кульмский крест. С тыльной стороны картины надписи: Rosen и Geo Dawe RA pinxt. Подпись на раме: Барон Г. В. Розенъ 1й, Генералъ Лейтенантъ.

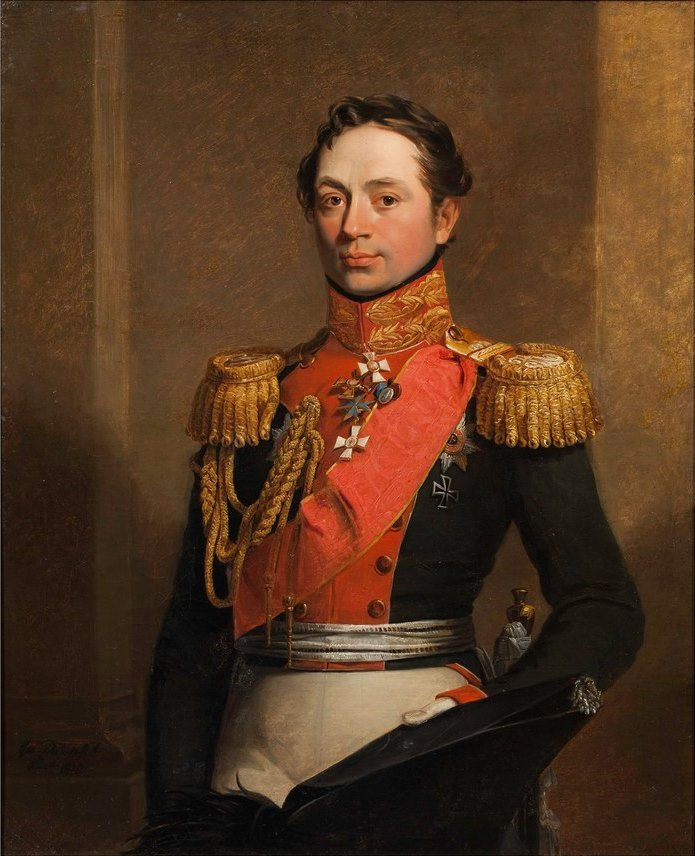
Вариант портрета из ГИМа (Музей Отечественной войны 1812 года).

7 августа 1820 года Комитетом Главного штаба по аттестации барон Розен был включён в список «генералов, которых служба не принадлежит до рассмотрения Комитета», однако фактическое решение о написании его портрета было принято ранее этой даты, поскольку уже 14 апреля того года Доу получил аванс, а 17 мая оставшуюся часть гонорара за эту работу. Готовый портрет поступил в Эрмитаж 7 сентября 1825 года. А. А. Подмазо датирует портрет со времени приезда Доу в Россию в июне 1819 года по 7 декабря 1823 года, когда Розену были пожалованы алмазные знаки к ордену Св. Анны 1-й степени, отсутствующие на портрете.
В фондах Государственного исторического музея в Москве хранится другой портрет Розена работы Доу с очень близкой композицией. На нём Розен изображён в поколенном виде, в генеральском мундире лейб-гвардии Преображенского полка образца 1813 года (с красными лацканами, на мундире образца 1817 года лацканы чёрные), с чрезплечной Анненской лентой; также в сравнении с галерейным портретом добавлены шейные кресты ордена Св. Владимира 2-й степени и прусских орденов Пур ле Мерит и Красного орла 2-й степени.